# Georgia Johnson
Georgia Johnson (* 7. September 1998 in Toowoomba) ist eine australische Beachvolleyballspielerin. Sie wurde 2023 australische Meisterin im Sand.

## Karriere
Nach der  U19WM-Teilnahme mit Carrie Van Rensburg 2014 dauerte es drei Jahre, bis die in Queensland geborene Athletin wieder einmal international in Erscheinung trat. Bei den Asien Championships der unter Siebzehnjährigen wurde sie in der Halle mit der Jugendnationalmannschaft ihres Heimatlandes Dreizehnte. Ab 2021 konzentrierte sich Johnson nur noch auf ihre Karriere im Sand. Nach einigen Erfolgen mit Caitlin Bettenay bei kleineren nationalen Turnieren setzte sie bei der Asienmeisterschaft ein erstes Ausrufezeichen, als sie mit Phoebe Bell die Bronzemedaille erkämpfte. Eine Saison später kamen Halbfinalteilnahmen mit Alisha Stevens bei Futures in Lecce und Ljubljana hinzu. Bei den hochwertigeren Wettkämpfen lief es für die beiden nicht so gut. So wurden sie bei der Asienmeisterschaft Dreizehnte und bei der Weltmeisterschaft in Rom in der Gruppe J satz- und sieglos Letzte. Nach dem Partnerwechsel zu Jasmine Fleming gelang dem Beachpaar am Ende des Jahres die Viertelfinalteilnahme beim Challenge in Torquay und der geteilte neunte Rang beim Elite16 am selben Ort. 2023 wurden sie beim Futures in Helsinki Zweite. Beim gleichwertigen Wettbewerb in Geelong sowie bei der australischen Meisterschaft in Coolangatta Beach standen sie auf der obersten Stufe des Podests. Eine Spielzeit später waren Stockerlplätze bei der Beachserie ihres Heimatlandes sowie beim Futures in Mollymook beachtenswerte Erfolge. Bei den AVC-Open in Nuvali und Songkhla erreichten die Australierinnen das Finale, das sie in der thailändischen Stadt für sich entscheiden konnten.
Im Mai wechselte Johnson zu Stefanie Fejes und gewann mit ihr das Futures in Krakau und das AVC-Open in Taoyuan, während die beiden die Events auf Ios und in Tianjin als Zweite beendeten. Im November war Georgia Johnson mit der Olympiazweiten von Tokio Taliqua Clancy unterwegs. Das Duo erzielte bei seinen drei gemeinsamen Auftritten bei Challenge-Wettbewerben Achtungserfolge. In Haikou und Nuvali wurden sie jeweils Siebte, in Chennai reichte es sogar zum geteilten fünften Platz. Seit 2025 ist Elizabeth Alchin die neue Spielerin an der Seite der in der Toowoomba Region geborenen Sportlerin. Die beiden standen bei ihren ersten drei gemeinsamen Wettbewerben der australischen Beachserie jedes Mal im Endspiel. Dazu gehörte auch die Landesmeisterschaft in Coolangatta. Dort waren sie sogar bestes australisches Beachpaar, denn die Siegerinnen waren die Chacon Schwestern Morgan und Alaina aus den Vereinigten Staaten. Die Volleyroos wurden Dritte beim Futures am gleichen Ort sowie bei zwei Veranstaltungen der asiatischen Beachserie, bevor sie im Mai ihren bis zu diesem Zeitpunkt gemeinsamen größten internationalen Erfolg erkämpften. Beim Challenge in Xiamen besiegten sie in der Gruppenphase die Spanierinnen Carro / Paula, gewannen anschließend kampflos gegen die Chinesinnen Wang / Xia und in drei Sätzen gegen die Ukrainerinnen Serdiuk / Romaniuk, bevor sie im Viertelfinale von den deutschen Qualifikantinnen Kunst / Paul bezwungen wurden. Bei ihrem ersten gemeinsamen Auftritt überhaupt bei einem Elite16 überstanden Alchin / Johnson in Montreal nicht nur die zwei Qualifikationsrunden. In der Gruppenphase sicherten sie sich durch den Sieg über die Italienerinnen Valentina Gottardi und Reka Orsi Toth den dritten Rang und konnten erst in der Runde der Zwölf von den Doppeleuropameisterinnen Tīna und Anastasija gestoppt werden.